# Mulligan Stew (Gericht)
Das Mulligan stew, auch Hobo meal, ist eine Art der Essenzubereitung, die in den Vereinigten Staaten und Kanada von den so genannten Hobos und von nicht arbeitenden Obdachlosen praktiziert wurde.
Die Hobos gingen von Haus zu Haus und baten die Bewohner um Lebensmittel. Dabei wurden insbesondere Kartoffeln, Zwiebeln oder auch Speck gegeben. Dann wurde ein Feuer entfacht oder ein Hobokocher angefeuert und die gesammelten Lebensmittel in einer Dose darauf gegart.
Auch heute werden Mulligan stews zubereitet, wenn man keine andere Gelegenheit zum Garen hat, vor allem beim Camping oder bei Picknicks. Dazu nimmt man Alufolie, legt sie mehrlagig aufeinander und schneidet die verschiedenen Zutaten darauf. Anschließend wickelt man das Essen in die Alufolie ein und legt es ins Feuer. Nach entsprechender Garzeit nimmt man das Paket heraus und verspeist den Inhalt.
Das Gericht wurde mehrfach kulturell verarbeitet. Es lieh unter anderem dem Roman Mulligan Stew von Gilbert Sorrentino aus dem Jahr 1979 seinen Titel.